# Ziler
Ziler ou anciennement Jiler est un village du Cameroun, dans le canton de Koza, département de Mayo-Tsanaga dans la région de l'Extrême-Nord, situé à proximité de la frontière avec le Nigeria.

## Géographie
Ziler est situé au nord des monts Mandara et à 4,6 km au nord de Koza, dans la plaine du même nom, et est desservi par l'axe routier Koza-Mora.
Le village est irrigué à la saison humide par le mayo Nguéchevéwé

### Démographie
Le village comptait 145 habitants en 1966, appartenant essentiellement à l'ethnie Mafa. Lors du recensement de 2005, la population est de 2 658 habitants. Cette augmentation est due en grande partie à la politique incitatrice de descente des montagnards en plaine, qui a été initiée sous le gouvernement français, puis s'est continuée après l'indépendance du Cameroun. 
La densité y est importante, de l'ordre de 250 à 300 habitants/km².

## Agriculture
Comme l'ensemble des villages de la plaine de Koza, Ziler a vu le développement d'une importante culture du coton à la suite des politiques d'incitation très volontaristes et dirigistes de la Compagnie française pour le développement des fibres textiles. 
La culture du maïs occupe 20 % des surfaces disponibles